# Nhà thờ Thánh Michael ở Liptovský Michal
Nhà thờ Thánh Michael ở Liptovský Michal (tiếng Slovakia: Kostol svätého Michala (Liptovský Michal)) là một nhà thờ giáo xứ Công giáo La Mã ở làng Liptovský Michal, huyện Ružomberok, vùng Žilina, Slovakia.

## Lịch sử
Văn bản đầu tiên đề cập đến một nhà thờ kiểu Gothic có niên đại vào thế kỷ 13. Trong thời kỳ Kháng cách, những người đạo Tin lành đã tiếp quản nhà thờ từ năm 1575 đến năm 1686. Đến năm 1694, một tháp chuông với phần mái hình củ hành được xây thêm vào phần mái nhà thờ. Nhà sử học kiêm linh mục Công giáo Štefan Nikolaj Hýroš đã công tác tại đây vào giai đoạn 1859 - 1888. Trong thế kỷ 20, nhà thờ được trùng tu và sửa chữa lại vào những năm 1941 - 1942 và 1975 - 1976. Ngày nay, đây là một nhà thờ Công giáo La Mã thuộc giáo xứ Liptovský Michal.